# Stimmrecht in der Zeit des Nationalsozialismus
Das Stimmrecht in der Zeit des Nationalsozialismus bestimmte zwischen 1933 und 1945 im Deutschen Reich, in welcher Form Wahlen und Abstimmungen abgehalten wurden und auf welche Weise stimmberechtigte Staatsbürger dabei ihre Stimme abgeben konnten.
Das Wahlrecht in der Zeit des Nationalsozialismus fußte im Grundsatz auf dem Wahlrecht der Weimarer Republik. Durch verschiedene diktatorische Gesetze und Maßnahmen, wie beispielsweise das sogenannte Ermächtigungsgesetz, das Verbot aller Parteien außer der NSDAP und die systematische Missachtung der Grundrechte, wurde dieses jedoch ihres demokratischen Wesensgehalts beraubt. Hinzu trat ein neu geschaffenes Gesetz über Volksabstimmungen, das die direktdemokratischen Möglichkeiten der Weimarer Republik zu Gesetzesinitiativen aus dem Volk (über Volksbegehren und Volksentscheid) durch ausschließlich von der Reichsregierung gesteuerte Referenden (sogenannte „Volksabstimmungen“) ersetzte.
Insgesamt fanden in den etwa zwölf Jahren der Nationalsozialistischen Diktatur vier Reichstagswahlen und drei Volksabstimmungen statt. Alle diese Stimmgänge waren Scheinwahlen, bei denen die Grundsätze einer freien Wahl oder Abstimmung systematisch verletzt wurden. Sie dienten ausschließlich der inneren und äußeren Legitimation der nationalsozialistischen Diktatur und sollten einen sichtbaren Nachweis der in der NS-Ideologie unterstellten Einheit von „Volk und Führer“ liefern.

## Stimmberechtigte
Da die Stimmrechtsreglungen der Weimarer Republik im Grundsatz fortbestanden, änderte sich zunächst nichts an der Gruppe der Wahl- und Stimmberechtigten. Grundsätzlich hatten alle deutschen Staatsbürger ab 20 Jahren das aktive und ab 25 Jahren das passive Wahlrecht. Das 1918 eingeführte Frauenwahlrecht blieb trotz der untergeordneten Rolle der Frauen im Nationalsozialismus unangetastet. Ebenso galt weiterhin, dass Angehörige der Reichswehr beziehungsweise ab 1935 der Wehrmacht nicht stimmberechtigt waren.
Obwohl die Nationalsozialisten an Oppositionellen massive Menschenrechtsverletzungen begingen, wurde den Inhaftierten das Wahlrecht in aller Regel nicht entzogen. Beispielsweise waren auch KZ-Häftlinge in vielen Fällen stimmberechtigt, so sie im Grundsatz die Voraussetzungen erfüllten. Da die Stimmabgaben jedoch unter unfreien Bedingungen stattfanden verwundert es nicht, dass die NSDAP auch in Konzentrationslagern nahezu einstimmig „gewählt“ wurde.
Die Gruppe der Stimmberechtigten vergrößerte sich zunächst 1935, nachdem die Einwohner des Saargebietes in der Saarabstimmung unter Aufsicht des Völkerbunds über dessen nationale Zugehörigkeit abgestimmt hatten. Zum 1. März 1935 wurde das Saargebiet wieder an das Deutsche Reich angegliedert, und im Jahr 1936 konnten seine Bewohner erstmals wieder seit der Wahl zur Deutschen Nationalversammlung 1919 an einer gesamtdeutschen Wahl teilnehmen. Hingegen verloren Juden durch das Reichsbürgergesetz vom 15. September 1935 das Wahlrecht. Damit waren sie, genauso wie sogenannte jüdische Mischlinge, fortan von der Teilnahme an einer Reichstagswahl ausgeschlossen.
Durch die Annexion von Territorien ab 1938 (Österreich, Sudetenland, Memelgebiet sowie weitere) vergrößerte sich die Zahl der Stimmberechtigten in den folgenden Jahren. Die Bedingungen für die Erlangung des Stimmrechts blieben jedoch unverändert.

## Wahlen
Das Kabinett Hitler übernahm das bestehende Wahlrecht der Weimarer Republik. Damit blieben sowohl die Reichsstimmordnung als auch das Reichswahlgesetz in Kraft. Nach Paragraph 1 des Reichswahlgesetzes und Paragraph 2, Absatz 1 der Reichsstimmordnung waren freie und geheime Wahlen mit Wahlurnen, Wahlzettel und Wahlkabinen vorgeschrieben. Rechtlich gesehen mussten die Abstimmungen durch einen Wahlvorstand während des Urnengangs überwacht werden. Seit 1920 erhielt im Deutschen Reich eine Partei pro 60.000 Stimmen einen Sitz im Reichstag.
Dieser grundsätzlich demokratische Rechtsrahmen erhielt seine erste Einschränkung, als nach dem Reichstagsbrand am 28. Februar 1933 die Verordnung des Reichspräsidenten zum Schutz von Volk und Staat erlassen wurde. Durch die Verordnung wurden wesentliche Grundrechte eingeschränkt, was zu staatlichem Terror und politischer Verfolgung führte. Die erste Reichstagswahl in der Zeit des Nationalsozialismus, am 5. März 1933, fand daher bereits nicht mehr unter freiheitlichen Bedingungen statt. Es war zugleich der letzte Reichstag, in dem mehr als eine Partei vertreten war.
Durch das am 24. März 1933 verkündete sogenannte Ermächtigungsgesetz erhielt auch die Reichsregierung die Macht, Gesetze zu erlassen. Der Reichstag verlor dadurch seine besondere Stellung und tagte ab diesem Zeitpunkt nur noch sporadisch und vornehmlich zu symbolischen Anlässen. Durch die beiden am 31. März beziehungsweise am 7. April 1933 verkündeten Gesetze zur Gleichschaltung fielen dann reichsweit alle Landesparlamente und Kommunalvertretungen unter die Kontrolle der NSDAP. Mit dem am 30. Januar 1934 erlassenen Gesetz über den Neuaufbau des Reichs sowie dem Gesetz über die Aufhebung des Reichsrats vom 14. Februar 1934 wurden schließlich die Länder und der Reichsrat vollständig abgeschafft. Das somit nur noch auf Reichsebene bestehende Wahlrecht der Deutschen wurde durch diese Maßnahmen weitestgehend entwertet und sie wurden ihres Rechts auf politische Mitbestimmung durch die Wahl eines Repräsentanten effektiv beraubt.
Das am 15. Juli 1933 verkündete Gesetz gegen die Neubildung von Parteien führte zum Verbot beziehungsweise der Selbstauflösung aller Parteien außer der NSDAP. Da zwischenzeitlich auch fast alle anderen politisch aktiven Organisation (beispielsweise Gewerkschaften) von den Nationalsozialisten kontrolliert oder verboten worden waren, gab es ab diesem Zeitpunkt praktisch keine legale politische Aktivität außerhalb des Nationalsozialismus mehr. Zur zweiten Reichstagswahl im November 1933 war nur noch die NSDAP zugelassen.
Im September 1935 wurde schließlich das Reichsbürgergesetz erlassen, das Juden und anderen Personengruppen die Staatsbürgerrechte entzog. Das Gesetz über das Reichstagswahlrecht vom März 1936 vollzog diesen Ausschluss für das Wahlrecht nach, indem es dieses ausdrücklich auf „… die deutschen Staatsangehörigen deutschen oder artverwandten Blutes …“ beschränkte. Dementsprechend waren bei der Reichstagswahl 1936 unter anderem Juden erstmals grundsätzlich nicht mehr wahlberechtigt.
Eine weitere Änderung des Reichswahlgesetzes vom März 1938 regelte speziell die Reichstagswahl und Volksabstimmung im Gefolge des Anschlusses Österreichs. Auch die letzte Wahlrechtsänderung in der Zeit des Nationalsozialismus betraf wiederum einen Sonderfall: Das Gesetz über die Ergänzungswahlen zum Großdeutschen Reichstag vom 11. November 1938 wurde die in Folge der Annexion des Sudetenlandes notwendig und regelte ausschließlich die Nachwahl zum Reichstag im Dezember 1938.
Das letzte das Wahlrecht berührende Gesetz, war im Januar 1943 die Verlängerung der 4. Wahlperiode des Reichstags bis 1947, um im Krieg keine Wahlen abhalten zu müssen. Bis zum Ende der faschistischen Diktatur am 8. Mai 1945 wurden keine wahlrechtsrelevanten Beschlüsse mehr gefasst.

## Volksabstimmungen
In der Weimarer Republik waren sowohl auf Reichsebene als auch in den Ländern Volksentscheide möglich gewesen. Dabei konnten verbindliche Abstimmungen über ein Gesetz unter anderem durch das Stimmvolk mittels eines Volksbegehrens oder eines vergleichbaren Instruments erwirkt werden. Die nationalsozialistische Gewaltherrschaft machte die Anwendung dieser direktdemokratischen Instrumente durch zwei Maßnahmen unmöglich: Die Abschaffung des Föderalismus durch die Gleichschaltungsgesetze beseitigte auch alle politischen Mitbestimmungsrechte der Deutschen in Ländern und Kommunen. Auf gesamtstaatlicher Ebene sorgte die gewalttätige Verfolgung politisch Andersdenkender dafür, dass Volksbegehren (die sich üblicherweise gegen die Parlamentsmehrheit richten) praktisch nicht mehr möglich waren.
Die Regierung Hitler, konkret das Reichsministerium des Innern, unternahm im Juli 1933 Schritte für eine Änderung der rechtlichen Regelung von Plebisziten. Ihr Ziel war es, der Regierung die Möglichkeit zu geben, dem Volk Gesetze (auch verfassungsändernde) und sonstige Maßnahmen zur unmittelbaren Abstimmung und ohne Abstimmungsquoren vorzulegen. Zunächst wurde hierfür eine Änderung der Weimarer Reichsverfassung angedacht. Der entsprechend ausgearbeitete Entwurf eines Dritten Gesetzes über den Volksentscheid wurde jedoch in einer Kabinettssitzung am 14. Juli 1933 nach kurzer Beratung verworfen. So äußerte sich Reichswehrminister von Blomberg „grundsätzlich gegen jeden Volksentscheid“. Der preußische Finanzminister Popitz fand eine Verbindung mit der Weimarer Reichsverfassung „psychologisch nicht glücklich“ und sprach sich dafür aus, ein „selbstständiges Gesetz über die Volksbefragung zu erlassen“. Hitler pflichtete ihm bei und beauftragte Reichsinnenminister Frick zusammen mit Popitz im Anschluss an die Sitzung, einen entsprechenden Entwurf auszuformulieren. Noch am gleichen Tag wurde das nur vier Paragraphen umfassende „Gesetz über Volksabstimmung“ formuliert, von der Reichsregierung als Gesetz beschlossen und kurz darauf im Reichsanzeiger verkündet. Damit war ein von Beschränkungen weitgehend entblößtes Regierungsreferendum geschaffen worden.
Das Gesetz über Volksabstimmungen erfüllte die intern vom Reichsministerium des Innern diskutierten Wünsche: Es ermöglichte der Regierung nach freiem Ermessen, die Stimmberechtigten über jede Art von beabsichtigten Gesetz oder Maßnahme und frei von Quoren abstimmen zu lassen. In der Forschung gibt es unterschiedliche Einschätzungen, ob das Gesetz selbst bereits undemokratisch war oder ob erst die autoritären Verhältnisse die faktisch undemokratische Wirkung erzeugten. Gegen erstere Einschätzung wendet Otmar Jung ein, dass weder Regierungsreferenden, noch die Aufhebung der Beschränkung auf Gesetze, noch der Verzicht auf Abstimmungsquoren an sich als undemokratisch zu bezeichnen seien. Im Gegensatz zu den Wahlen ab November 1933, war es bei Volksabstimmungen tatsächlich möglich, mit einem „Nein“ unmissverständlich gegen die Vorhaben der Regierung zu stimmen. Von dieser Möglichkeit machten bei den beiden einzigen nach dem Gesetz durchgeführten Volksabstimmungen im November 1933 knapp 5 %, und im August 1934 etwas über 10 % der Abstimmenden tatsächlich Gebrauch. Gleichwohl stellt Otmar Jung auch fest, dass mit „dem Ende des politischen Pluralismus [...] auch der Volksabstimmung als einem genuin pluralistischen Verfahren der Entscheidung zwischen zwei Alternativen die Atemluft entzogen war.“ Die beiden Anwendungen des Gesetzes über Volksabstimmung verletzten zudem den Gesetzestext, indem in beiden Fällen nicht über wie im Gesetz vorgesehen „beabsichtigte“, sondern über bereits längst vollzogene Maßnahmen abgestimmt wurde. Auch verzichtete die Reichsregierung in beiden Fällen auf die vorgeschriebene amtliche Veröffentlichung des Ergebnisses.
Unstrittig ist, dass sich die Nationalsozialisten mit dem Gesetz über Volksabstimmung vor allem ein politisches Instrument zur Erzeugung von politischer Legitimation bereitlegen wollten und dabei frei von allen Sympathien für eine wie auch immer geartete Volksherrschaft handelten. Die vorgebliche untrennbare Einheit von „Volk und Führer“ gehörte zu den zentralen Erzählungen der nationalsozialistischen Propaganda. Es ist zu vermuten, dass trotz politischem Terrors und des Ausfalls jeder legalen Opposition die vergleichsweise hohe Ablehnung bei der Volksabstimmung 1934 dieses Bild nur allzu deutlich erschütterte. So bezeichnete Propagandaminister Joseph Goebbels die Volksabstimmung in seinem Tagebuch als „Misserfolg“. Dies scheint der wesentliche Grund zu sein, weshalb das Instrument danach von den Nationalsozialisten nicht mehr eingesetzt wurde. Zur Rheinlandbesetzung wurde zwar der Begriff „Volksabstimmung“ in der NS-Propaganda mehrfach genutzt, tatsächlich beschränkte sich die Regierung zur politischen Absicherung des Vorgehens jedoch auf eine bloße Reichstagswahl, bei der nur die Zustimmung zur einzig wählbaren NSDAP als Handlungsoption bestand. Die Abkehr vom Instrument „Volksabstimmung“ wird auch an dem vom Reichsministerium des Innern im Januar 1937 ausgearbeiteten Gesetzentwurf zur Reichsgesetzgebung deutlich, der Gesetzesbeschlüsse durch Volksabstimmung rundweg ausschloss. Letztlich wurde der Entwurf im Kabinett sowohl aus außenpolitischen Erwägungen, wie auch aufgrund interner Machtstreitigkeiten in der NSDAP verworfen.
Eine letzte Volksabstimmung wurde im April 1938 nach dem Anschluss Österreichs abgehalten. Der Anstoß hierzu kam jedoch bezeichnenderweise nicht von den deutschen Nationalsozialisten, sondern vom österreichischen Bundeskanzler Kurt Schuschnigg und ist als gescheiterter Versuch zu verstehen, die Übernahme seines Landes durch eine plebiszitäre Intervention zu verhindern. Diese Volksabstimmung war weitgehend mit der Reichstagswahl verschmolzen, fußte rechtlich auch auf dem eigens im März 1938 geänderten Reichswahlgesetz und brachte die erwünschte Zustimmung von über 99 %.

## Abgehaltene Reichstagswahlen und Volksabstimmungen
In der Zeit des Nationalsozialismus fanden vier Reichstagswahlen und drei Volksabstimmungen statt, wobei 1938 Wahl und Volksabstimmung weitgehend miteinander verschmolzen waren. Aufgrund der Beseitigung des Föderalismus, wurden nach dem 5. März 1933 keine Wahlen zu Landesparlamenten oder Vertretungen auf Gemeindeebene mehr abgehalten.

### Reichstagswahl März 1933
Die Reichstagswahl am 5. März 1933 war die erste Wahl unter nationalsozialistischer Herrschaft und zugleich die letzte Wahl, bei der mehrere Parteien zugelassen waren. Der Wahlkampf war von massivem politischem Terror begleitet. Die Mandate der KPD wurden nachträglich und rechtswidrig annulliert, wodurch die NSDAP die absolute Mehrheit der Sitze im Reichstag erlangte. Um in der Folge die weiteren gesetzlichen Schritte zur vollständigen Machtübernahme in Deutschland zu unternehmen, wurde der politische Terror auf die Abgeordneten der anderen Parteien ausgeweitet. Diese stimmten schließlich dem sogenannten Ermächtigungsgesetz zu, wodurch der Reichstag noch im März 1933 faktisch entmachtet wurde. Durch die beiden Gesetze zur Gleichschaltung wurden die Mehrheitsverhältnisse des Reichstags auf alle anderen gewählten Vertretungen in den Ländern und Kommunen übertragen.
Die Wahlbeteiligung betrug 88,75 %, das bedeute einen Reichstag mit 647 Sitzen. Davon entfielen 288 Sitze auf die NSDAP, 120 Sitze auf die SPD, 81 Sitze auf die KPD, 73 Sitze für das Zentrum, 52 Sitze für die Kampffront Schwarz-Weiß-Rot, 19 Sitze für die BVP und weitere 14 Sitze für zusammen 5 Kleinparteien. Durch die Annullierung der Sitze der KPD schrumpfte der Reichstag noch vor seiner ersten Sitzung auf 566 Mandate. Auch nach dem Verbot beziehungsweise der Auflösung aller Parteien außer der NSDAP, behielten die Abgeordneten ihr Mandat, galten jedoch als parteilos.

### Reichstagswahl und Volksabstimmung November 1933
Noch im gleichen Jahr folgte eine zweite Reichstagswahl, die zusammen mit einer ersten Volksabstimmung über den bereits vollzogenen Austritt aus dem Völkerbund abgehalten wurde. Bei dieser Wahl war als einzige Partei die NSDAP zugelassen. Eine Ablehnung der Einheitliste war nur möglich, indem der Stimmzettel ungültig gemacht wurde. Leere Stimmzettel wurden hingegen der NSDAP zugerechnet.
Die Wahlbeteiligung betrug 95,3 %, wobei 92,11 % der abgegebenen Stimmen für die NSDAP und 7,89 % als ungültig gewertet wurden. Der Reichstag umfasste 661 Mandate, von denen 639 von der NSDAP und weitere 22 von sogenannten „Gästen“ eingenommen wurden. Letztere hatten auf der NSDAP-Liste kandidiert, waren jedoch keine Parteimitglieder. Es handelte sich überwiegend um Mitglieder anderer nationalistischer Parteien, die sich im Sommer 1933 freiwillig aufgelöst hatten.
Bei der Volksabstimmung betrug die Stimmbeteiligung 96,27 %, wobei 1,74 % der abgegebenen Stimmen als ungültig gewertet wurden. Von den abgegebenen gültigen Stimmen sprachen sich 95,08 % für und 4,92 % gegen den Austritt aus dem Völkerbund aus.

### Volksabstimmung 1934
Unmittelbar nach dem Tod des Reichspräsidenten Paul von Hindenburg am 2. August 1934 hatte sich Hitler per Gesetz zum Staatsoberhaupt des Deutschen Reichs mit dem Titel „Führer und Reichskanzler“ ernennen lassen. Über diesen Schritt wurde nachträglich eine Volksabstimmung für den 19. August 1934 angesetzt.
Die Stimmbeteiligung betrug 95,65 %, wobei 2,01 % der abgegebenen Stimmen als ungültig gewertet wurden. Von den abgegebenen gültigen Stimmen sprachen sich 89,93 % für und 10,07 % gegen Vereinigung der Ämter des Staatsoberhaupts und des Regierungschefs aus.

### Reichstagswahl 1936
Die dritte Reichstagswahl am 29. März 1936 erfolgte wenige Wochen nach der Rheinlandbesatzung und sollte diese legitimatorisch absichern. Die NS-Propaganda verlieh dem Reichstag die Bezeichnung „Reichstag für Freiheit und Frieden“ und stilisierte die Wahl zu einer angeblichen Volksabstimmung über die Rheinlandbesetzung, wenngleich tatsächlich kein Plebiszit stattfand. Aufgrund einer Veränderung des Wahlrechts im Jahr 1936 war dies die erste Wahl, bei der nur Personen „deutschen oder artverwandten Blutes“ stimmberechtigt waren. Auch bei dieser Wahl war nur die NSDAP zugelassen, leere Stimmzettel wurden erneut als Zustimmung zur Einheitliste gewertet.
Die Wahlbeteiligung betrug 99,01 %, was zu einem Reichstag mit 741 Mandaten führte. Von den abgegebenen Stimmen wurden 98,8 % für die NSDAP und 1,2 % als gegen die Liste und damit ungültig gewertet. Dem Reichstag gehörten 722 Mitglieder der NSDAP und 19 parteilose „Gäste“ an.

### Reichstagswahl und Volksabstimmung 1938
Die letzte Reichstagswahl am 10. April 1938 erfolgte wenige Wochen nach der Besetzung und dem Anschluss Österreichs. Sie war mit einer Volksabstimmung über eben diese Annexion vollständig verschmolzen, sodass fast alle Stimmberechtigten einheitlich abstimmen mussten. Nur für die etwa 55.000 stimmberechtigten Angehörigen des österreichischen Bundesheeres galt die Sonderregelung, dass diese zwar zur Stimmabgabe bei der Volksabstimmung, nicht jedoch für die Wahl zugelassen waren. Für diese Wahl war 1938 erneut das Wahlgesetz geändert worden und die Volksabstimmung wurde somit nicht auf Grundlage des Gesetzes über Volksabstimmung abgehalten. Es war paradoxerweise der einzige Stimmgang seit November 1933, bei der Stimmberechtigte die Liste der NSDAP ausdrücklich ablehnen konnten. Da die NS-Propaganda die Vereinigung des Deutschen Reichs mit Österreich als Verwirklichung der Großdeutschen Lösung feierte, wurde entsprechend von der Wahl des „Großdeutschen Reichstags“ gesprochen.
Die Stimmbeteiligung betrug insgesamt 99,6 %, das ergab einen Reichstag mit 814 Mandaten. Von den abgegebenen Stimmen wurden 98,8 % als gültig und 1,2 % als ungültig gewertet. Von den abgegebenen gültigen Stimmen wurden 99 % für die NSDAP und die Vereinigung Österreichs mit dem Deutschen Reich und 1 % dagegen gewertet. Von den Mandaten wurden 803 von Mitgliedern der NSDAP und 11 von parteilosen Abgeordneten gehalten. Da die knapp 55.000 Mitglieder des österreichischen Bundesheeres nur etwa 0,001 % der Gesamtstimmen ausmachten, hatten sie keinen nennenswerten Einfluss auf das Gesamtergebnis und waren auch nicht relevant für die Zahl der Reichstagsmandate.
Zur Reichstagswahl von 1938 zählt weiterhin die sogenannte Sudetendeutsche Ergänzungswahl am 4. Dezember 1938. Diese wurde infolge des Münchner Abkommens vom 29. September 1938 notwendig, bei dem das Sudetenland dem Deutschen Reich als Reichsgau Sudetenland angegliedert worden war. Stimmberechtigt waren ausschließlich Personen, die als Sudetendeutsche wenige Wochen zuvor gesammelt die deutsche Staatsbürgerschaft erhalten hatten und die sonstigen Anforderungen an das Wahlrecht erfüllten.
Bei der Ergänzungswahl betrug die Stimmbeteiligung 98,62 %, was bei den stimmberechtigten 2,5 Millionen Personen den Reichstag um weitere 41 Mandate vergrößerte. Von den abgegebenen Stimmen wurden 98,78 % als gültig und 1,22 % als ungültig gewertet. Von den abgegebenen gültigen Stimmen wurden 98,9 % für und 1,1 % gegen die NSDAP gewertet. Die NSDAP nahm 845 Sitze ein, es gehörten nur noch 10 parteilose „Gäste“ dem Reichstag an.
Am 25. Januar 1943 wurde die Wahlperiode des Reichstages per Gesetz bis zum 30. Januar 1947 verlängert. Damit sollte vermieden werden, während des Krieges zusätzlich Wahlen abhalten zu müssen. Die Bedingungslose Kapitulation der Wehrmacht und das Ende des Deutschen Reichs im Jahr 1945 verhinderte einen weiteren Urnengang in der Zeit des Nationalsozialismus.

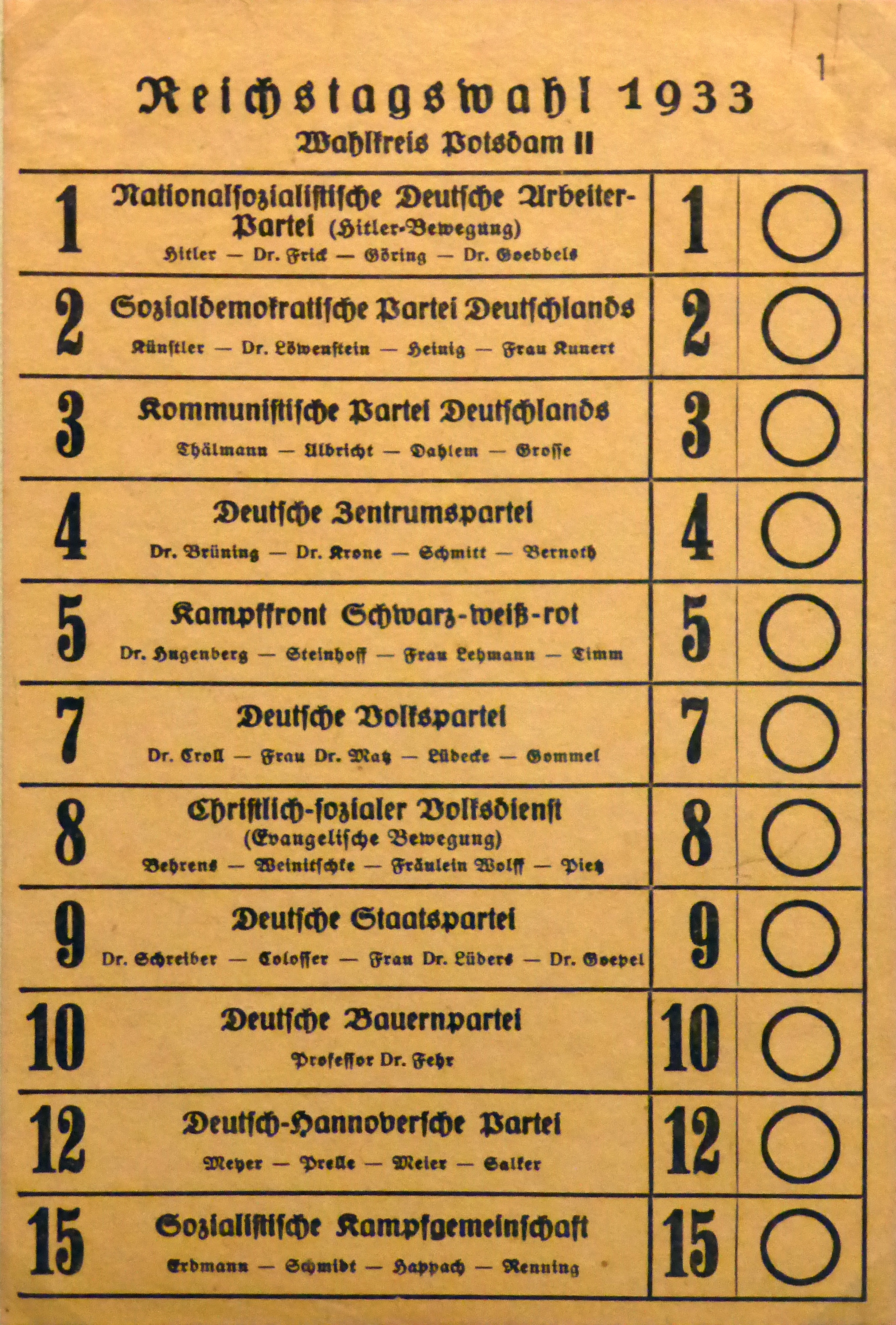
Stimmzettel zur Reichstagswahl im März 1933.
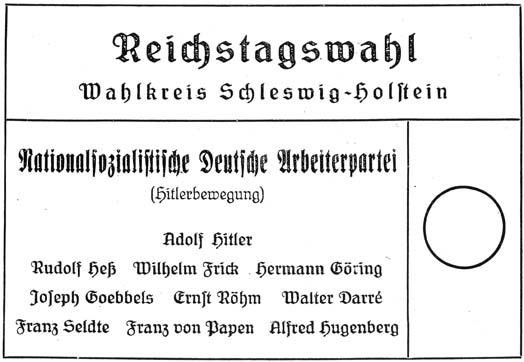
Stimmzettel zur Reichstagswahl im November 1933.
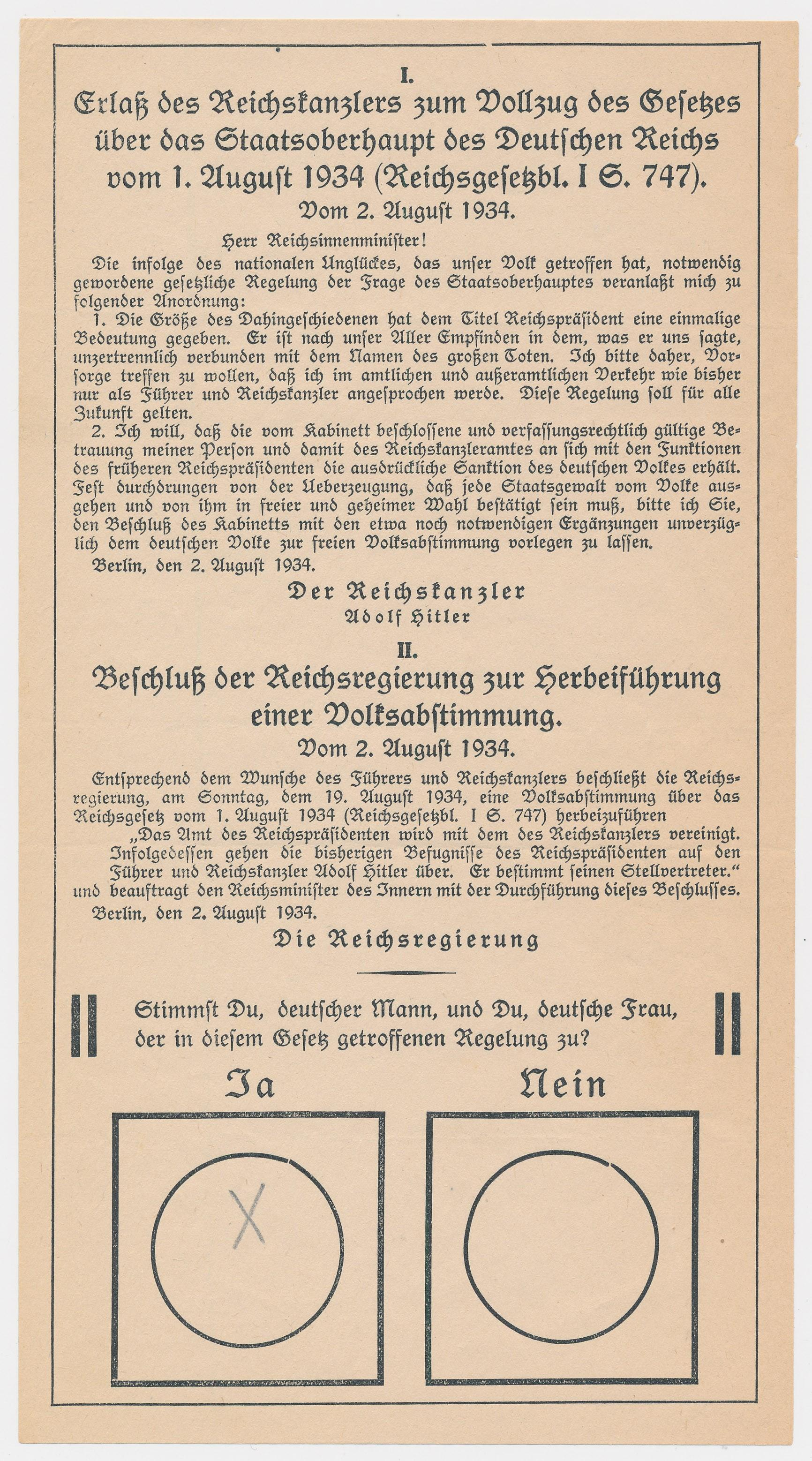
Stimmzettel zur Volksabstimmung 1934.
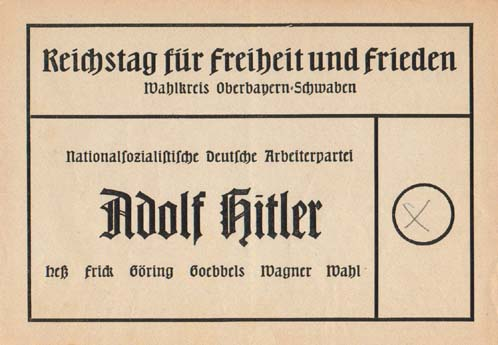
Stimmzettel zur Reichstagswahl von 1936.
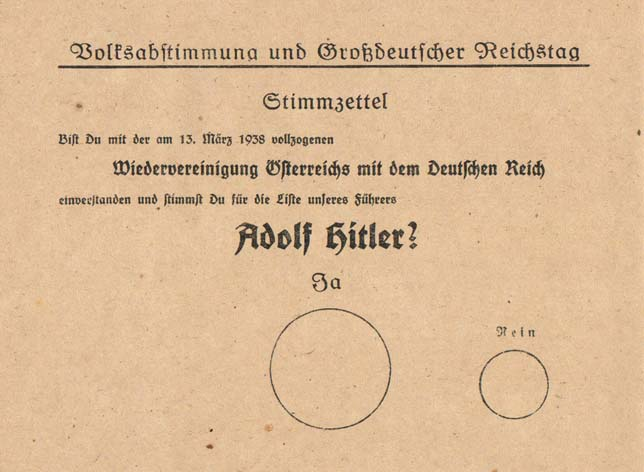
Stimmzettel zur Reichstagswahl und Volksabstimmung vom April 1938.
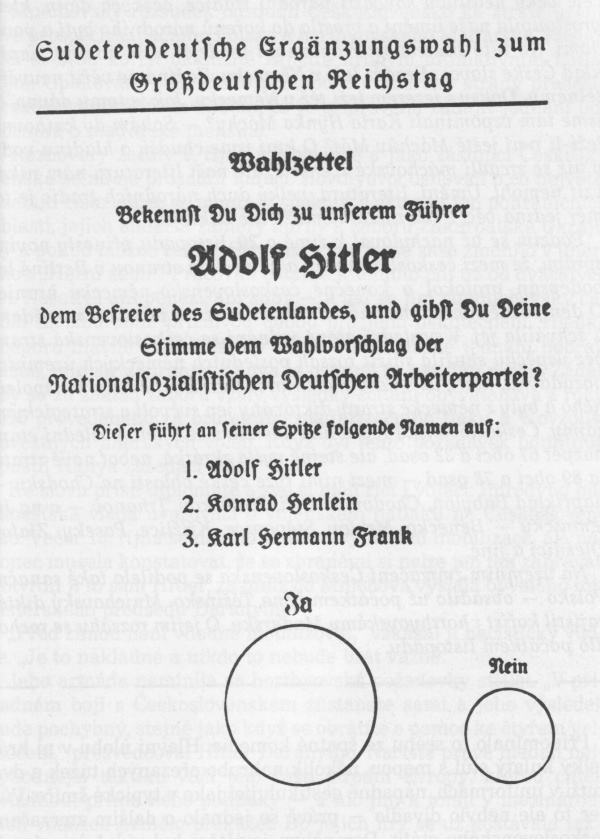
Stimmzettel zur Ergänzungswahl nach der Eingliederung des Sudetenlandes im Dezember 1938.